# Eva-Maria Brem
Eva-Maria Brem, född den 13 september 1988 i Schwaz, Tyrolen, är en österrikisk alpin skidåkare med storslalom som främsta gren. Hon är bosatt i Münster i Kufstein.
Brem gjorde sin alpina världscupdebut 17 år gammal i Lienz i december 2005.
I juniorvärldsmästerskapen tog hon fyra bronsmedaljer mellan 2006 och 2008. I 2010 års VM kom hon på sjunde plats i storslalom. Hon uppnådde två pallplatser under säsongen 2013/2014 och kom på tredje plats i den inledande storslalomtävlingen i Sölden säsongen 2014/2015. Hennes första världscupseger kom i Aspen den 29 november 2014 när hon vann storslalomtävlingen.
Vid de olympiska vinterspelen  2010 i Vancouver kom hon på sjundeplats i storslalom och
vid VM 2015 i Vail/Beaver Creek ingick hon i det österrikiska laget som vann guld.